# Hipposideros papua
Hipposideros papua is een zoogdier uit de familie van de bladneusvleermuizen van de Oude Wereld (Hipposideridae). De wetenschappelijke naam van de soort werd voor het eerst geldig gepubliceerd door Thomas & Doria in 1886.

## Voorkomen
De soort komt voor in Indonesië.